# Barberà del Vallès
Barberà del Vallès znana również jako Santa Maria de Barberà − miasto w Hiszpanii, we wspólnocie autonomicznej Katalonii, w zespole miejskim Barcelony. Leży około 17 kilometrów od Barcelony.